# Amorphophallus linguiformis
Amorphophallus linguiformis är en kallaväxtart som beskrevs av Wilbert Leonard Anna Hetterscheid. Amorphophallus linguiformis ingår i släktet Amorphophallus och familjen kallaväxter. Inga underarter finns listade.